# Aurora (Colorado)
Aurora (/əˈrɔərə/, /əˈrɔːrə/) è un comune (city) degli Stati Uniti d'America che si trova tra le contee di Arapahoe, Adams e Douglas nello Stato del Colorado. La popolazione era di 386 261 abitanti al censimento del 2020, il che la rende la terza città più popolosa dello stato e la 56ª città più popolosa del paese. Aurora è una delle principali città dell'area metropolitana di Denver.

## Geografia fisica
Secondo lo United States Census Bureau, la città ha una superficie totale di 155,43 mi² (402,6 km²), di cui 154,73 mi² (400,7 km²) di territorio e 0,70 mi² (1,8 km²) di acque interne (0,45% del totale).

## Storia
Aurora venne fondata col nome di Fletcher nel corso del 1880. Successivamente cambiò nome in Aurora nel 1907. La città ha avuto una crescita frenetica della popolazione negli anni 70 e 80, diventando un'importante città dell'area metropolitana di Denver.
È divenuta famosa per essere stato teatro del massacro di Aurora nel 2012.

## Società

### Evoluzione demografica
Secondo il Censimento degli Stati Uniti del 2020, c'erano 386 261 abitanti.

### Etnie e minoranze straniere
Secondo il censimento del 2010, la composizione etnica della città era formata dal 61,13% di bianchi, il 15,75% di afroamericani, lo 0,95% di nativi americani, il 4,95% di asiatici, lo 0,31% di oceaniani, l'11,69% di altre razze, e il 5,22% di due o più etnie. Ispanici o latinos di qualunque razza erano il 28,69% della popolazione.

## Amministrazione

### Gemellaggi
- Jacó
- Seongnam
- Zielona Góra